# Sieglinde Zemmer
Sieglinde Zemmer (13 ottobre 1954) è un'ex sciatrice alpina italiana.

## Biografia
Sciatrice polivalente, Sieglinde Zemmer fece parte della nazionale italiana negli anni 1970; gareggiò in Coppa del Mondo, senza ottenere piazzamenti di rilievo, e ai Mondiali di Sankt Moritz 1974, dove si classificò 26ª nello slalom speciale. Ai Campionati italiani vinse la medaglia d'argento nella combinata e quella di bronzo nella discesa libera nel 1974 e quella di bronzo nella combinata nel 1975, suo ultimo risultato agonistico; non prese parte a rassegne olimpiche. Dopo il ritiro divenne allenatrice di pallamano.

## Palmarès

### Campionati italiani
- 3 medaglie[5]:
  - 1 argento (combinata nel 1974)
  - 2 bronzi (discesa libera nel 1974; combinata nel 1975)